# Astron (satellite)
Astron fu un satellite artificiale astronomico sovietico lanciato il 23 marzo 1983 con un razzo vettore Proton dal Cosmodromo di Baikonur. Basato sulla struttura delle sonde Venera, aveva strumenti scientifici che erano il frutto di una collaborazione tra URSS e Francia. La strumentazione scientifica era costituita da un telescopio del diametro di 80 cm per le osservazioni nell'ultravioletto e di uno spettrometro per i raggi X. Il satellite pesava 3250 kg ed era collocato in un'orbita con un perigeo di 28000 km e un apogeo di 175000 km, pertanto poteva effettuare osservazioni anche delle fasce di Van Allen.
Le più importanti osservazioni effettuate dal satellite Astron riguardarono la cometa di Halley nel dicembre 1985 e la supernova SN 1987A nel marzo 1987.